# Конституция Вермонта

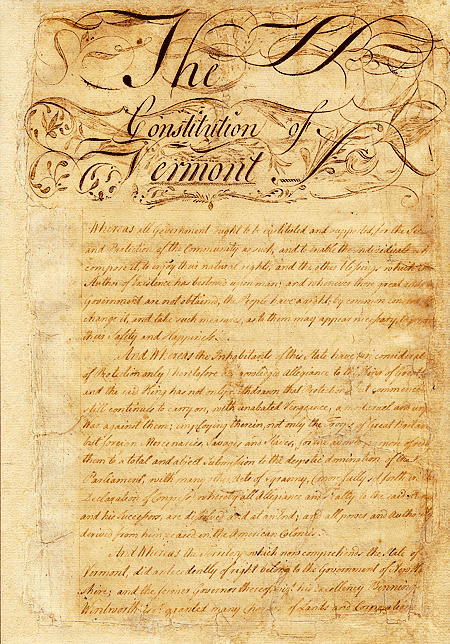
Титульный лист конституции Республики Вермонт 1777 года

Конституция Вермонта была принята в 1793 году и основана на Конституции Республики Вермонт 1777 года. С тех пор в неё было внесено 53 поправки, последний раз — в ноябре 2022 года.

## История
Первая конституция независимой республики Вермонт была принята в 1777 году, в 1786 к ней были приняты поправки.  
В 1791 году Вермонт стал штатом США, а через 2 года была принята новая Конституция, которая действует и по сей день. Одним из поводов для замены конституции 1786 года было то, что в конституции больше не было уместно перечислять претензии к королю Георгу III и правительству Нью-Йорка, которые были основной причиной провозглашения независимости Республики Вермонт.

## Структура
Конституция состоит из 2 глав, в первой описаны права и свободы граждан Вермонта, во второй - устройство правительства.